# 卡氏副獅子魚
卡氏副獅子魚，為輻鰭魚綱鮋形目杜父魚亞目獅子魚科的其中一種，分布於東南太平洋的秘魯海域，棲息深度1830-1930公尺，體長可達11公分，為深海底棲性魚類，屬肉食性，生活習性不明。

## 擴展閱讀
維基物種上的相關：卡氏副獅子魚